# Energate
Die Energate GmbH ist ein Fachverlag und Medienhaus mit Sitz in Essen. Das im Jahr 2000 gegründete Unternehmen zählt zu den Fachverlagen für die Energiebranche im deutschsprachigen Raum. Hauptsitz des Unternehmens ist Essen, weitere Standorte sind Berlin und Zürich (Schweiz) und Wien (Österreich). energate wurde im Jahr 2000 von der conenergy ag, einem Beratungs- und Dienstleistungsunternehmen für die Energiewirtschaft, gegründet. Zum 1. Juli 2022 wurde energate von der dfv Mediengruppe als hundertprozentige Tochtergesellschaft übernommen. Das Unternehmen betreibt mit dem 2002 gegründeten Energate Messenger den – nach eigenen Angaben – größten fachspezifischen Nachrichtendienst für Nachrichten aus der Energiebranche in der DACH-Region. Das Nachrichtenangebot richtet sich an Entscheider bei Stadtwerken und Energieversorgern, Fachkräfte aus Politik, Verbänden und Wissenschaft sowie an Führungskräfte aus der energienahen IT-, IKT- und Technologiebranche.

## Portfolio
Zum Verlagsportfolio gehören u. a. die digitalen Nachrichtenangebote energate messenger+, energate messenger Schweiz sowie die Fachzeitschrift emw – Energie, Markt, Wettbewerb.
Neben den Fachpublikationen bietet das Unternehmen auch Agenturleistungen (Corporate Publishing, Content-Marketing, PR) für B2B-Kunden aus dem Energiesektor an.